# Anisodes suberea
Anisodes suberea là một loài bướm đêm trong họ Geometridae.